# 캡슐 (약)

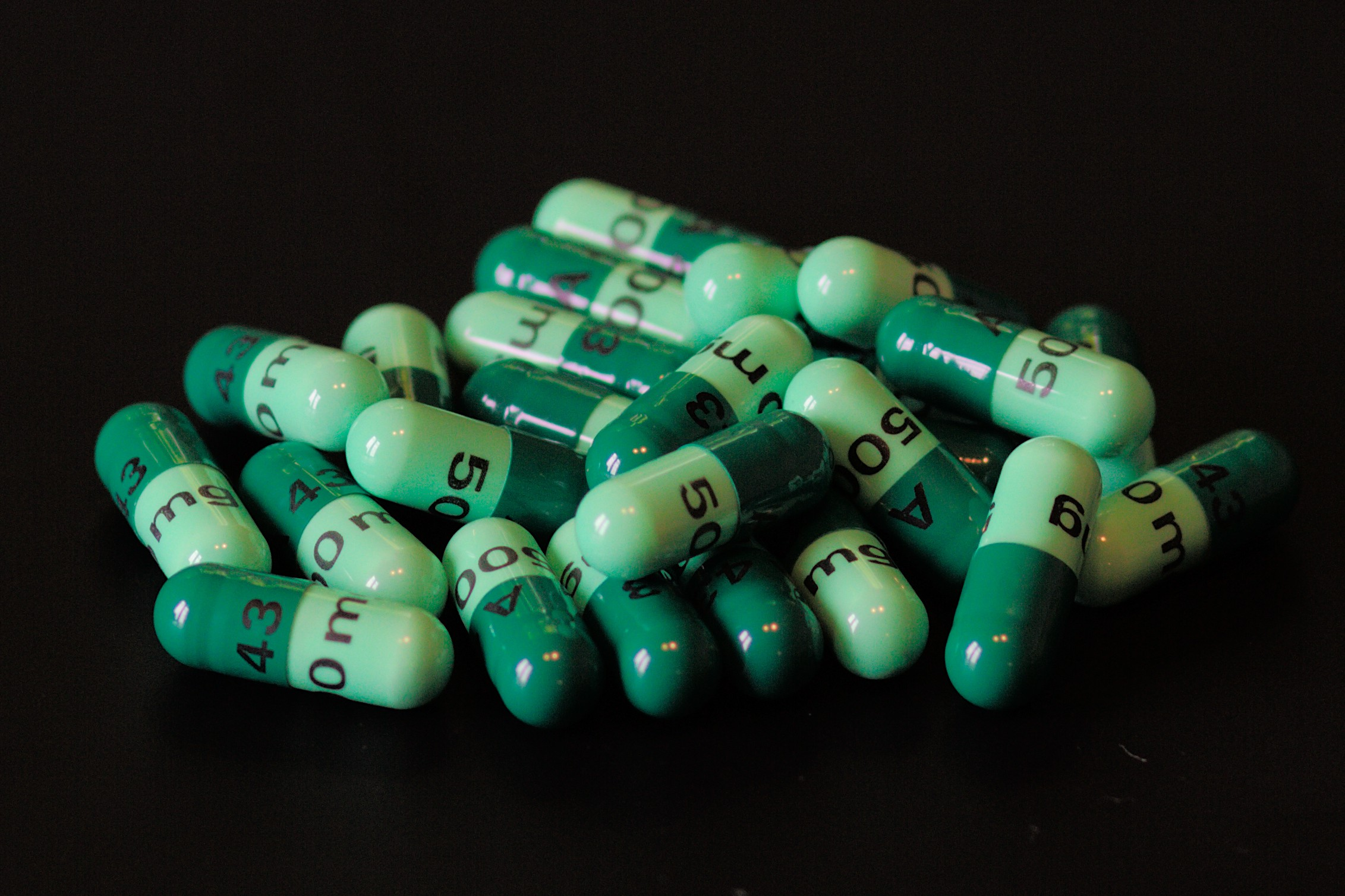
캡슐

의약품 제조에서 캡슐화(encapsulation)란 의약품을 비교적 안정적인 외피인 캡슐에 내재시켜 경구 복용하거나 좌약 등으로 사용할 수 있도록 다양한 제형(劑形, 의약품을 캡슐화하는 데 사용되는 기술)을 의미한다. 캡슐의 두 가지 주요 유형은 다음과 같다.
- 건조, 분말 성분 또는 예를 들어 압출 또는 구형화 공정으로 제조된 소형 펠릿을 포함하는 단단한 껍질 캡슐. 이는 두 개의 반쪽으로 만들어진다. 즉, 더 작은 직경의 "본체"를 채우고 더 큰 직경의 "캡"을 사용하여 밀봉한다.
- 주로 오일과 오일에 용해되거나 현탁되는 활성 성분에 사용되는 부드러운 껍질의 캡슐이다.

이 두 종류의 캡슐은 모두 동물성 단백질(주로 젤라틴), 식물성 다당류 또는 그 파생물(예: 카라기난 및 녹말과 셀룰로스의 변형된 형태)과 같은 겔화제의 수용액으로 만들어진다. 캡슐의 경도를 낮추기 위한 글리세린이나 솔비톨과 같은 가소제, 착색제, 보존제, 붕해제, 윤활제 및 표면 처리제를 포함한 다른 성분을 겔화제 용액에 첨가할 수 있다.
처음부터 캡슐은 소비자들에게 가장 효과적인 약 복용 방법으로 여겨져 왔다. 이러한 이유로 OTC 진통제와 같은 의약품 생산자들은 제품의 효능을 강조하기 위해 "캡슐 모양 정제"의 혼성어인 "캐플릿"(caplet)을 개발했다. 일반적인 원반형 정제보다 삼키기 쉬운 형태이다.

## 같이 보기
- 캡슐 내시경 검사
- 알약
- 오브라토